# Bani Forur
Bani Forur (perz. فرور کوچک, ili Bani Faror) je nenaseljeni otočić smješten u Perzijskom zaljevu odnosno iranskoj pokrajini Hormuzgan. Zemljopisno je smješten oko 32 km južno od iranskog kopna odnosno 12 km južno od otoka Forura. Nepravilnog je trokutastog oblika sa stranicama približne duljine od 1 km i ima površinu od oko 0,8 km². Najveća nadmorska visina na otoku je 118 m.

## Poveznice
- Perzijski zaljev
- Popis iranskih otoka